# Pórcia (filha de Catão Uticense e Márcia)
Pórcia foi uma das filhas de Catão Uticense; outra filha de Catão foi casada com Bruto. Sua biografia é baseada em conjecturas.
Jerônimo de Estridão menciona Márcia, filha menor de Catão como uma mulher que se casou apenas uma vez e, ficando viúva, não se casou de novo, porque não conseguiu encontrar um homem que a desejasse mais do que o seu dinheiro. Plutarco também menciona que Catão tinha filhas, e que estas foram confiadas à guarda da sua esposa Márcia quando Catão partiu para Útica, em 49 a.C.
Catão havia se casado com Márcia, filha de Filipo (que mais tarde se tornaria cônsul). Quinto Hortênsio, querendo se aliar por família com Catão, pediu em casamento a filha de Catão, Pórcia, então casada com Bíbulo, e que já tinha tido dois filhos, e que, depois de ter um filho com ela, a devolveria a Bíbulo. Catão considerou a proposta absurda, então Hortênsio a mudou: ele propôs se casar com Márcia, a esposa de Catão, porque ela era jovem, e Catão já tinha herdeiros suficientes. Márcia estava grávida, e, após consultar Filipo, Catão consentiu neste arranjo.
Pierre Bayle et al, analisando a passagem de Jerônimo, e desconhecendo duas filhas de Catão, especulam se esta Pórcia, a jovem, poderia ser a irmã de Catão, casada com Domício, mas concluem que ela deve ser a filha de Márcia, e que estava na barriga de sua mãe quando Catão a entregou a Hortêncio.
William Smith especula que ela morreu jovem.